# شهرستان کلیبرن (آرکانزاس)
شهرستان کلیبرن، آرکانزاس (به انگلیسی: Cleburne County, Arkansas) شهرستانی در ایالات متحده آمریکا است که در آرکانزاس واقع شده‌است.

## خصوصیات
شهرستان کلیبرن ۱٬۵۳۳٫۲۸ کیلومترمربع مساحت دارد.